# Ronde van het Qinghaimeer 2019
De 18e editie van de wielerwedstrijd Ronde van het Qinghaimeer vindt in 2019 plaats van 14 tot en met 27 juli. De start is in Hehuang New District, de finish in Yinchuan. De ronde maakt deel uit van de UCI Asia Tour 2019, in de categorie 2.HC. In 2018 won de Colombiaan Hernán Aguirre.

## Deelnemende ploegen
| ProContinentaal            | Continentaal                         | Continentaal                               |
| -------------------------- | ------------------------------------ | ------------------------------------------ |
| Bardiani CSF               | EvoPro Racing                        | Minsk Cycling Club                         |
| Burgos-BH                  | Team Sapura Cycling                  | Monkey Town-à Bloc                         |
| Delko Marseille Provence   | Voster ATS Team                      | Salcano Sakarya BB Team                    |
| Nippo-Vini Fantini-Faizanè | Interpro Cycling Academy             | Memil-CCN Pro Cycling                      |
| W52-FC Porto               | Medellín                             | Bike Aid                                   |
| Neri-Selle Italia-KTM      | China Mitchelton-BikeExchange        | Giant Cycling Team                         |
|                            | Shenzhen Xidesheng Cycling Team      | Ningxia Sport Lottery- Livall Cycling team |
|                            | China Continental Team of Gansu Bank | Tianyoude Hotel Cycling Team               |

## Etappe-overzicht
| etappe | datum   | start                | finish           | type                | afstand | winnaar              | klassementsleider      |         |
| ------ | ------- | -------------------- | ---------------- | ------------------- | ------- | -------------------- | ---------------------- | ------- |
| 1e     | 14 juli | Hehuang New District | Xining           | Ploegentijdrit      | 40 km   | Medellín             | Róbigzon Leandro Oyola |         |
| 2e     | 15 juli | Xining               | Xining           | Vlakke rit          | 119 km  | Brenton Jones        | Weimar Roldán          |         |
| 3e     | 16 juli | Duoba                | Guide            | Bergrit             | 140 km  | Eduard-Michael Grosu | Óscar Sevilla          |         |
| 4e     | 17 juli | Guide                | Longyangxia      | Bergrit             | 100 km  | Hernán Aguirre       | Robinson Chalapud      |         |
| 5e     | 18 juli | Gongha               | Chaka            | Vlakke rit          | 173 km  | Georgios Bouglas     | Robinson Chalapud      |         |
| 6e     | 19 juli | Chaka                | Bird Island      | Bergrit             | 136 km  | Eduard-Michael Grosu | Robinson Chalapud      |         |
| 7e     | 20 juli | Haiyan               | Haiyan           | Individuele tijdrit | 42 km   | Benjamin Dyball      | Robinson Chalapud      |         |
| 8e     | 21 juli | Xihaizhen            | Qingshizui       | Bergrit             | 224 km  | Alex Molenaar        | Robinson Chalapud      |         |
| 9e     | 22 juli | Menyuan              | Minie            | Heuvelrit           | 160 km  | Sjarhej Papok        | Robinson Chalapud      |         |
|        | 23 juli | Rustdag              | Rustdag          | Rustdag             | Rustdag | Rustdag              | Rustdag                | Rustdag |
| 10e    | 24 juli | Jingchang            | Wuwei            | Vlakke rit          | 116 km  | Andrea Guardini      | Robinson Chalapud      |         |
| 11e    | 25 juli | Minqin               | Tengger woestijn | Vlakke rit          | 153 km  | Roy Eefting          | Robinson Chalapud      |         |
| 12e    | 26 juli | Zhongwei             | Zhongwei         | Vlakke rit          | 111 km  | Roy Eefting          | Robinson Chalapud      |         |
| 13e    | 19 juli | Yinchuan             | Yinchuan         | Vlakke rit          | 117 km  | Matthew Gibson       | Robinson Chalapud      |         |

## Eindklassementen
| Plaats    | Naam                   | Ploeg                                      | Tijd      |
| --------- | ---------------------- | ------------------------------------------ | --------- |
| Gele trui | Robinson Chalapud      | Medellín                                   | 37u18'40" |
| 2         | Óscar Sevilla          | Medellín                                   | + 1'14"   |
| 3         | Benjamin Dyball        | Team Sapura Cycling                        | + 2'37"   |
| 4         | Erik Bergström Frisk   | Memil-CCN Pro Cycling                      | + 4'07"   |
| 5         | Yecid Sierra           | Tianyoude Hotel Cycling Team               | + 4'11"   |
| 6         | Róbigzon Leandro Oyola | Medellín                                   | + 4'17"   |
| 7         | Joaquim Silva          | W52-FC Porto                               | + 4'22"   |
| 8         | Jonathan Monsalve      | Tianyoude Hotel Cycling Team               | + 5'04"   |
| 9         | Oleksandr Polivoda     | Ningxia Sport Lottery- Livall Cycling team | + 5'13"   |
| 10        | Branislaw Samojlaw     | Minsk Cycling Club                         | + 5'49"   |
|           |                        |                                            |           |
| 33        | Adne van Engelen       | Bike Aid                                   | + 15'10"  |

| Plaats      | Naam                 | Ploeg                      | Punten |
| ----------- | -------------------- | -------------------------- | ------ |
| Groene trui | Eduard-Michael Grosu | Delko Marseille Provence   | 117    |
| 2           | Bas van der Kooij    | Monkey Town-à Bloc         | 86     |
| 3           | Imerio Cima          | Nippo-Vini Fantini-Faizanè | 85     |
|             |                      |                            |        |
| 5           | Roy Eefting          | Memil-CCN Pro Cycling      | 67     |

| Plaats        | Naam              | Ploeg                                | Punten |
| ------------- | ----------------- | ------------------------------------ | ------ |
| Bolletjestrui | Hernán Aguirre    | Interpro Cycling Academy             | 64     |
| 2             | Álvaro Duarte     | China Continental Team of Gansu Bank | 56     |
| 3             | Robinson Chalapud | Medellín                             | 54     |
|               |                   |                                      |        |
| 6             | Alex Molenaar     | Monkey Town-à Bloc                   | 20     |

| Plaats      | Naam               | Ploeg                           | Tijd      |
| ----------- | ------------------ | ------------------------------- | --------- |
| Blauwe trui | Artwr Fedosejev    | Shenzhen Xidesheng Cycling Team | 37u26'39" |
| 2           | Jiankun Liu        | Mitchelton-BikeExchange         | + 3'03"   |
| 3           | Nazaerbieke Bieken | Mitchelton-BikeExchange         | + 7'05"   |

| Plaats | Ploeg                        | Tijd       |
| ------ | ---------------------------- | ---------- |
|        | Medellín                     | 110u19'12" |
| 2      | Tianyoude Hotel Cycling Team | + 6'50"    |
| 3      | Delko Marseille Provence     | + 10'55"   |

2002 ·
2003 ·
2004 ·
2005 ·
2006 ·
2007 ·
2008 ·
2009 ·
2010 ·
2011 ·
2012 ·
2013 ·
2014 ·
2015 ·
2016 ·
2017 ·
2018 ·
2019 ·
2020 ·
2021 ·
2022 ·
2023